# Gil Brial
Pour les articles homonymes, voir Brial.
Gil Brial est un homme politique français de Nouvelle-Calédonie, né à Nouméa le 27 novembre 1973. Il est le président du Mouvement populaire calédonien (MPC).

## Origines et formation
Gil Brial est issu, du côté paternel, d'une famille avec des origines wallisiennes et roussillonaises qui a donné plusieurs personnalités politiques ou coutumières à Wallis-et-Futuna ou à la Nouvelle-Calédonie. Il est ainsi l'arrière-petit-fils d'Aloisia Brial (fille d'aliki de la lignée Manuka, branche de la famille des Uhilamoafa) qui est Lavelua (reine) d'Uvéa (royaume coutumier correspondant à l'île de Wallis) de 1954 à 1958, le petit-neveu de Benjamin Brial qui a été député gaulliste de Wallis-et-Futuna de 1967 à 1988 ainsi que le cousin issu de germain de Victor Brial et de Sylvain Brial qui ont à leur tour représenté cet archipel à l'Assemblée nationale respectivement pour le Rassemblement pour la République (RPR) puis l'Union pour un mouvement populaire (UMP) de 1997 à 2007 et en tant que divers droite de 2018 à 2022. Il est également cousin avec Veylma Falaeo, elle-aussi élue à l'Assemblée de la Province Sud et au Congrès en 2019 avec le parti politique ethnique L'Éveil océanien.
Du côté maternel, Gil Brial a des origines bourguignonnes, lorraines, limousines, nordistes et kanak. Il est ainsi le petit-fils de Guy Champmoreau, directeur d'école qui a donné son nom à un établissement primaire du quartier de Tuband à Nouméa, et le cousin germain d'Isabelle Champmoreau, également engagée en politique dans le même parti que lui.
Gil Brial effectue des études supérieures à l'Université de Franche-Comté de 1995 à 1998 puis obtient son Certificat d'aptitude au professorat de l'enseignement technique (CAPET) en génie mécanique à l'IUFM d'Aix-Marseille. Il enseigne par la suite au collège de Hienghène.

## Carrière politique
En 2009 il fait son entrée au sein de l'Assemblée de la Province Sud, élu sous la bannière du Rassemblement-UMP. Il participe avec Gaël Yanno à la création du Mouvement populaire calédonien en 2013 dont il devient le président en 2018 et sous les couleurs duquel il est réélu lors des provinciales de 2014 dans l'assemblée provinciale du Sud mais fait alors son entrée au Congrès (au sein d'une coalition baptisée Union pour la Calédonie dans la France ou UCF, qui existe jusqu'en 2017). Et il retrouve son siège dans ces deux institutions lors du scrutin de 2019 (avec L'Avenir en confiance, nouvelle alliance de partis non-indépendantistes ayant remporté le scrutin). Il est le 3e vice-président de l'Assemblée de la Province Sud de 2012 à 2014 puis son 2e vice-président depuis 2014, reconduit en 2019.
Le 1er juin, dans le cadre des émeutes qui secouent l'archipel, il est impliqué dans le passage à tabac d'un jeune policier adjoint, d'origine kanak, par des « voisins vigilants » dans le quartier de Tuband, à Nouméa.

## Positions
Lors de l'élection présidentielle de 2017, il vote pour Marine Le Pen.